# IC 4459
IC 4459 је спирална галаксија у сазвјежђу Волар која се налази на листи објеката дубоког неба у Индекс каталогу.
Деклинација објекта је + 30° 58' 26" а ректасцензија 14h 34m 32,2s. Привидна величина (магнитуда) објекта IC 4459 износи 14,7 а фотографска магнитуда 15,5. IC 4459 је још познат и под ознакама MCG 5-34-74, CGCG 163-83, PGC 52087.